# Bisbat de Grassa

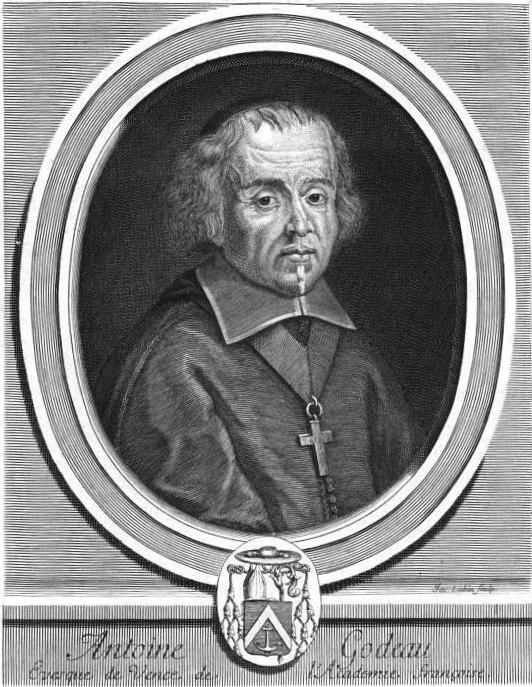
El bisbe Antoine Godeau (1636-1653)

El bisbat de Grassa (francès: Diocèse de Grasse, llatí: Dioecesis Grassensis) és una seu suprimida de l'Església Catòlica a França.

## Territori
La diòcesi incloïa part de la Provença. Llindava al nord amb les diòcesis de Senez i Glandèves, al sud amb la Mediterrània, a l'est amb la diòcesi de Vence i a l'oest amb la de Frejús. Les fronteres naturals de la diòcesi eren el Mediterrani al sud, el riu Siagne a l'oest i el riu Loup a l'est i al nord.
Un bisbat era la ciutat de Grassa, a l'actual departament dels Alps Marítims, on va servir com a catedral l'església de la Mare de Déu (Notre-Dame-du-Puy).
El 1752 la diòcesi incloïa 21 parròquies. Al territori diocesà hi havia importants centres habitats, com Grasse, Antibes i Canes, i molts centres rurals. El 1790 la població estimada va superar els 33.000 habitants, dels quals més d'11.000 estaven a la ciutat episcopal.

## Història
La diòcesi d'Antibes (Antipolis) va ser erigida entre els segles IV i V. El primer bisbe conegut és sant Armentari, que va assistir als concilis de Vaison (442) i d'Arles (450 i 451).
Originalment sufragània de l'arxidiòcesi d'Ais, a mitjans del segle xii es va convertir en part de la província eclesiàstica d'Embrun: al concili del Laterà a Roma, el 1179 el bisbe Fulco va signar actes amb bisbes sufraganis d'Embrun.
Amb una butlla del papa Innocenci IV de 19 de juliol de 1244 la seu episcopal va ser transferida d'Antibes, lloc poc saludable i, sovint atacat pels pirates, a Grasse, a l'interior del país. Al mateix temps, la diòcesi va assumir el nom de Grasse.
Durant els segles xvi i xvii hi va haver intents d'unir les diòcesis de Grasse i Vence, donada la proximitat de les dues ciutats episcopals i per què les diòcesis eren territorialment petites i pobres des del punt de vista de les rendes. Una primera unió de les seus va ser del 9 de febrer de 1592 (o 20 de novembre de 1591). Però a la mort del bisbe Guillaume Le Blanc (novembre de 1601) les diòcesis es van separar. Una nova unió es va dur a terme en el marc del bisbe i erudit Antoine Godeau, que va rebre butlles papals per a ambdues diòcesis el 22 de setembre de 1636; però l'oposició del clergat i del poble de Vence va fer fracassar aquesta unió que va ser suprimida el 1653; Godeau llavors va optar per residir a Vence.
El 7 de febrer de 1700 el bisbe François de Verjus de Crécy erigí el seminari diocesà, que confiava la seva direcció als pares de l'oratori. En 1728 va ser transferit per Charles-Octavien d'Anthelmy a una nova ubicació propera al palau episcopal i confiat al clergat secular.
La seu de Grasse va ser suprimida seguint el concordat amb la butlla Qui Christi Domini del Papa Pius VII del 29 de novembre de 1801 i el seu territori incorporat al de l'arxidiòcesi d'Ais de Provença. El 1822 el territori que havia pertangut a la diòcesi va ser annexionat a la diòcesi restaurada de Frejús; finalment, el 1886, el mateix territori es va unir a la diòcesi de Niça.

## Cronologia episcopal

### Bisbes d' Antibes
- Sant'Armentario † (abans de 442 - després del 451)[2]
- Agrezio † (abans de 506 - després del 527 o 528)
- Eucherio † (abans de 529 - després del 541)
- Eusebio I † (citat el 549)
- Optato † (abans de 573 - després del 585)
- Eusebio II † (citat el 614)[3]
- Deocaro † (meitat del segle vii)[4]
- Ariberto o Autberto † (citat el 788 o 791 ?)
- Eldebono † (citat el 828)[5]
- Aimaro ? † (citat el 930)
- Anonimo (forse Umberto) ? † (citat el 966)[6]
- Bernard † (abans de 987 - després del 1022)
- Aldebert I † (1026 - després del 1050)
- Geoffroi I † (abans de 1056 aproximadament - després del 1083)
- Aldebert II † (abans de 1089 - després del 1093)
- Manfroi Grimaldi † (1110 - després del 1134)
- Geoffroi II † (citat el 1143)
- Pierre † (1146 - després de l'11 de març de 1155)
- Raimond † (abans de 1158 - després del 1163)
- Bertrand I † (abans de 1166 - després del 1176)
- Foulque, O.S.B. † (1178 - 12 de juliol de 1185 mort)
- Guillaume † (1186 - després del 1188)
- Raimond Grimaldi † (? - 1192)
- Olivier † (de febrer de 1192 - ?)
- Bertrand II † (abans de 1208 - 1211)
- Guillaume Gausselin † (1212 - ?)
- Bertrand de Aquis † (1218 - desembre de 1246 mort)

### Bisbes de Grasse
- Raimond Villeneuve, O.P. † (3 de gener de 1247 - 1253 ? renuncià)
- Pons † (citat el 1255)
- Guillaume de Barras † (vers 1258 - després del 1274)
- Pons d'Arcussia † (vers 1281 - ?)
- Lantelme de Saint-Marcel † (març de 1287 - 1294 renuncià)
- Guillaume Agarn † (25 d'octubre de 1298 - 1299 renuncià)
- Geoffroi † (15 de juliol de 1299 - 1343 mort)
- Pierre de Béreste, O.Carm. † (10 de desembre de 1343 - 14 d'agost de 1348 nomenat bisbe de Vaison)
- Jean Coci (Peyroleri), O.E.S.A. † (14 d'agost de 1348 - 4 de novembre de 1349 nomenat bisbe de Saint-Paul-Trois-Châteaux)
- Amédée, O.S.B. † (4 de novembre de 1349 - ? mort)
- Aymar de la Voute, O.S.B. † (9 d'octubre de 1374 - 1 de juny de 1379 nomenat bisbe de Marsella)
- Artaud de Mélan † (de juny de 1379 - 2 de maig de 1382 nomenat bisbe de Sisteron)
- Thomas di Puppio o di Jarente † (2 de maig de 1382 - 2 de març de 1388 nomenat bisbe d'Orvieto)
- Milon Provana, O.F.M. † (5 de març de 1389 - 1389 mort)
- Jacques Graillier, O.S.B. † (9 d'octubre de 1389 - ante 10 de juliol de 1407 mort)
- Bernard de Châteauneuf de Paule, O.P. † (22 de juny de 1408 - 4 de setembre de 1427 mort)
- Antoine de Roumoules, O.P. † (17 d'octubre de 1427 - 7 de maig de 1450 renuncià)
- Pierre de Forbin, O.P. † (17 de juny de 1450 - ? mort)
- Isnard de Grasse † (15 de novembre de 1451 - 26 de juny de 1483 mort)
- Jean-André Grimaldi † (5 de juliol de 1483 - 1 de juliol de 1505 mort)
- Agostino Grimaldi † (1 de juliol de 1505 - 12 d'abril de 1532 mort)
- René du Bellay † (19 de juliol de 1532 - 1533 renuncià)
- Benedetto Tagliacarne † (11 de febrer de 1534 - 18 d'octubre de 1536 mort)
  - Agostino Trivulzio † (8 de gener de 1537 - 18 de març de 1548 mort) (administrador apostòlic)
- Jean Vallier † (10 de juny de 1551 - 1565 mort)
- Jean Grenon † (20 de desembre de 1566 - 19 de novembre de 1568 mort)
- Étienne Déodel † (13 de març de 1570 - agost de 1588 mort)
- Guillaume Le Blanc † (14 de febrer de 1592 - 29 de novembre de 1601 mort)
- Étienne Le Maingre de Boucicault, O.F.M. † (24 de març de 1604 - 17 d'abril de 1624 mort)
- Jean de Grasse-Cabris † (15 de setembre de 1625 - 1628 renuncià)
- Jean Guérin † (4 de març de 1630 - 7 d'abril de 1632 mort)
- Scipion de Villeneuve-Thorenc † (20 de desembre de 1632 - 3 de maig de 1636 mort)
- Antoine Godeau † (22 de setembre de 1636 - 10 de novembre de 1653 nomenat bisbe de Vence)
- Louis de Bernage † (23 de novembre de 1653 - 6 de maig de 1675 mort)
- Louis Aube de Roquemartine † (16 de novembre de 1676 - 25 de maig de 1682 nomenat bisbe de Saint-Paul-Trois-Châteaux)
- Antoine Le Comte † (13 de juliol de 1682 - 6 de setembre de 1683 mort)
- François de Verjus de Crécy † (24 de març de 1692 - 17 de desembre de 1710 mort)
- Joseph Ignace Jean-Baptiste de Mesgrigny, O.F.M.Cap. † (19 d'octubre de 1711 - 2 de març de 1726 mort)
- Charles-Octavien d'Anthelmy † (9 de desembre de 1726 - 21 d'octubre de 1752 mort)
- François d'Estienne de Saint-Jean de Prunières † (12 de març de 1753 - després del 23 de setembre de 1797 mort)